# 16e cérémonie des Empire Awards
La 16e cérémonie des Empire Awards a été organisée le 27 mars 2011 par le magazine britannique Empire au Grosvenor House Hotel, et a récompensé les films sortis en 2010.
Les récompenses sont votées par les lecteurs du magazine.

## Palmarès
Note : les gagnants sont indiqués en premier de chaque catégorie et typographiés en gras.

### Meilleur film
- Inception
  - Kick-Ass
  - Scott Pilgrim (Scott Pilgrim vs. the World)
  - Le Discours d'un roi (The King's Speech)
  - The Social Network

### Meilleur film britannique
- Kick-Ass
  - 127 heures (127 Hours)
  - We Are Four Lions (Four Lions)
  - Monsters
  - Le Discours d'un roi (The King's Speech)

### Meilleur réalisateur
- Edgar Wright pour Scott Pilgrim (Scott Pilgrim vs. the World)
  - Christopher Nolan pour Inception
  - David Fincher pour The Social Network
  - Matthew Vaughn pour Kick-Ass
  - Tom Hooper pour Le Discours d'un roi (The King's Speech)

### Meilleur acteur
- Colin Firth pour le rôle de George VI dans Le Discours d'un roi (The King's Speech)
  - Aaron Taylor-Johnson pour le rôle de Dave Lizewski / Kick-Ass dans Kick-Ass
  - James Franco pour le rôle d'Aron Ralston dans 127 heures (127 Hours)
  - Jesse Eisenberg pour le rôle de Mark Zuckerberg dans The Social Network
  - Leonardo DiCaprio pour le rôle de Dom Cobb dans Inception

### Meilleure actrice
- Noomi Rapace pour le rôle de Lisbeth Salander dans Millénium (Män som hatar kvinnor)
  - Emma Watson pour le rôle de Hermione Granger dans Harry Potter et les Reliques de la Mort, 1re partie (Harry Potter and the Deathly Hallows)
  - Helena Bonham Carter pour le rôle d'Elizabeth Bowes-Lyon dans Le Discours d'un roi (The King's Speech)
  - Natalie Portman pour le rôle de Nina Sayers dans Black Swan
  - Olivia Williams pour le rôle de Ruth Lang dans The Ghost Writer

### Meilleur espoir
Acteur/Actrice
- Chloë Grace Moretz pour le rôle de Mindy Macready / Hit Girl dans Kick-Ass
- Chloë Grace Moretz pour le rôle de Abby dans Laisse-moi entrer (Let Me In)
  - Jaden Smith pour le rôle de Dre Parker dans Karaté Kid
  - Jennifer Lawrence pour le rôle de Ree Dolly dans Winter's Bone
  - Mia Wasikowska pour le rôle de Alice dans Alice au pays des merveilles (Alice in Wonderland)

Réalisateur/Réalisatrice
- Gareth Edwards pour Monsters

### Meilleur thriller
- Millénium (Män som hatar kvinnor)
  - 127 heures (127 Hours)
  - Black Swan
  - Shutter Island
  - The Town

### Meilleur film fantastique ou de science-fiction
- Harry Potter et les Reliques de la Mort, 1re partie (Harry Potter and the Deathly Hallows)
  - Alice au pays des merveilles (Alice in Wonderland)
  - Inception
  - Kick-Ass
  - Scott Pilgrim (Scott Pilgrim vs. the World)

### Meilleure comédie
- We Are Four Lions (Four Lions)
  - Easy A
  - American Trip (Get Him to the Greek)
  - Very Bad Cops
  - Toy Story 3

### Meilleur film d'horreur
- Le Dernier Exorcisme (The Last Exorcism)
  - Freddy : Les Griffes de la nuit (A Nightmare on Elm Street)
  - Laisse-moi entrer (Let Me In)
  - Paranormal Activity 2
  - The Crazies

### Done in 60 Seconds
- 127 Hours - Maeve Stam
  - Avatar - Valentina Kurochkina
  - Raiders of the Lost Ark - Samuel Heiligers
  - The Exorcist - Lee Hardcastle
  - The Lion King - Michael Whaite

### Empire Hero Award
- Keira Knightley

### Empire Inspiration Award
- Edgar Wright

### Empire Icon Award
- Gary Oldman

## Récompenses et nominations multiples

### Nominations multiples
6 : Kick-Ass
4 : Inception
2 : Harry Potter et les Reliques de la Mort, 1re partie